# Wydział Nauk Biologicznych Uniwersytetu Wrocławskiego
Wydział Nauk Biologicznych Uniwersytetu Wrocławskiego (WNB UWr) – jeden z 12 wydziałów Uniwersytetu Wrocławskiego, powstały w 2006 roku w wyniku podziału Wydziału Nauk Przyrodniczych na trzy mniejsze jednostki organizacyjne. Kształci studentów na kierunkach: biologia, biologia człowieka, genetyka i biologia eksperymentalna, mikrobiologia, ochrona środowiska, zarządzanie środowiskiem przyrodniczym, zaliczanych do nauk przyrodniczych, na studiach stacjonarnych oraz niestacjonarnych.
Wydział Nauk Biologicznych jest jednostką interdyscyplinarną. W jego ramach znajduje się 19 zakładów, Muzeum Przyrodnicze, Ogród Botaniczny i 3 pozazakładowe pracownie naukowe. Poza tym wydział współtworzy wspólnie z Wydziałem Nauk o Ziemi i Kształtowania Środowiska Międzywydziałowe Studium Ochrony Środowiska. W 2024 zatrudnionych było 281 pracowników (w 2009 było to 270 pracowników, z czego 134 z nich to pracownicy naukowo-dydaktyczni, w tym 41 to samodzielni pracownicy naukowi – profesorowie zwyczajni i nadzwyczajni, a także doktorzy habilitowani). Wydział współpracuje również z emerytowanymi profesorami, których autorytet wspiera zarówno proces dydaktyczny, jak i przede wszystkim wymianę międzynarodową.
W 2019 roku na wydziale studiowało łącznie 943 studentów (w tym 825 na studiach dziennych i 118 na międzywydziałowym kierunku ochrona środowiska) oraz 50 doktorantów, odbywających studia doktoranckie w ramach Wydziałowego Studium Doktoranckiego i 26 doktorantów uczących się w Kolegium Nauk Biologicznych Szkoły Doktorskiej Uniwersytetu Wrocławskiego.

## Historia
Kształcenie we Wrocławiu na kierunkach związanych z naukami przyrodniczymi rozpoczęło się w 1945 roku wraz z powołaniem do życia Wydziału Matematyczno-Przyrodniczego, który był wspólny dla Uniwersytetu Wrocławskiego i Politechniki Wrocławskiej. W 1947 roku jednostka ta uległa reorganizacji i podziałowi na dwa wydziały: Matematyki, Fizyki i Chemii, który nadal był wspólny dla obu wrocławskich uczelni oraz Wydział Nauk Przyrodniczych, wchodzący wyłącznie w struktury Uniwersytetu Wrocławskiego.
Dynamiczny rozwój jednostek naukowo-dydaktycznych wchodzących w skład wyżej wymienionego wydziału spowodował dokonanie jego podziału na trzy mniejsze wydziały: Wydział Biotechnologii, Nauk Biologicznych oraz Wydział Nauk o Ziemi i Kształtowania Środowiska, co miało miejsce 1 września 2006 roku.

## Władze Wydziału
W kadencji 2024–2028:
| Stanowisko                     | Imię i nazwisko            |
| ------------------------------ | -------------------------- |
| Dziekan                        | dr hab. Małgorzata Janicka |
| Prodziekan ds. studenckich     | dr Joanna Łubocka          |
| Prodziekan ds. nauczania       | dr hab. Elżbieta Myśkow    |
| Prodziekan ds. nauki i rozwoju | dr hab. Donata Wawrzycka   |

## Poczet dziekanów
1. prof. dr hab. Wiesław Fałtynowicz (2006–2011)
2. prof. dr hab. Dariusz Skarżyński (2011–2020)
3. prof. dr hab. inż. Marcin Kadej (2020–2024)
4. dr hab. Małgorzata Janicka (od 2024)

## Kierunki kształcenia
Wydział Nauk Biologicznych kształci studentów na następujących kierunkach i specjalnościach na studiach I stopnia (licencjackich – 3-letnie) i II stopnia (magisterskich uzupełniających 2-letnich):
- biologia
- biologia człowieka
- genetyka i biologia eksperymentalna
- mikrobiologia
- ochrona środowiska
- zarządzanie środowiskiem przyrodniczym

Ponadto Wydział oferuje następujące studia podyplomowe:
- Zarządzenie Środowiskiem Przyrodniczym „Ekoznawca”

Możliwe jest również podjęcie studiów w Kolegium Doktorskim Nauk Biologicznych, skutkujących uzyskaniem stopnia doktora.
Wydział ma uprawnienia do nadawania następujących stopni naukowych:
- doktora nauk biologicznych w zakresie: biologii, ekologii
- doktora habilitowanego nauk biologicznych w zakresie: biologii

## Struktura organizacyjna

### Zakłady
| Zakład                                             | Kierownik                                |
| -------------------------------------------------- | ---------------------------------------- |
| Zakład Biologii Człowieka                          | prof. dr hab. Bogusław Pawłowski         |
| Zakład Biologii Ewolucyjnej i Ochrony Kręgowców    | dr hab. Krzysztof Kolenda                |
| Zakład Biologii Patogenów i Immunologii            | prof. dr hab. Zuzanna Drulis-Kawa        |
| Zakład Biologii Rozwoju Roślin                     | dr hab. Edyta Gola                       |
| Zakład Biologii Rozwoju Zwierząt                   | prof. dr hab. Małgorzata Daczewska       |
| Zakład Biologii, Ewolucji i Ochrony Bezkręgowców   | prof. dr hab. inż. Marcin Kadej          |
| Zakład Bioróżnorodności i Taksonomii Ewolucyjnej   | prof. dr hab. Jolanta Świętojańska       |
| Zakład Botaniki                                    | dr hab. Anna Jakubska-Busse              |
| Zakład Ekologii Behawioralnej                      | dr hab. inż. Magdalena Zagalska-Neubauer |
| Zakład Ekologii Drobnoustrojów i Akaroentomologii  | dr hab. Dorota Kiewra                    |
| Zakład Ekologii, Biogeochemii i Ochrony Środowiska | prof. dr hab. Bronisław Wojtuń           |
| Zakład Fizjologii i Neurobiologii Molekularnej     | prof. dr hab. Dariusz Rakus              |
| Zakład Fizjologii Molekularnej Roślin              | dr hab. Katarzyna Kabała                 |
| Zakład Fizykochemii Drobnoustrojów                 | prof. dr hab. Ewa Obłąk                  |
| Zakład Genetyki i Fizjologii Komórki               | prof. dr hab. Robert Wysocki             |
| Zakład Mikrobiologii                               | prof. dr hab. Gabriela Bugla-Płoskońska  |
| Zakład Mykologii i Genetyki                        | dr hab. inż. Rafał Ogórek                |
| Zakład Paleozoologii                               | dr hab. Adrian Marciszak                 |
| Zakład Parazytologii                               | dr hab. Joanna Hildebrand                |

### Pracownie
| Pracownia                        | Kierownik                   |
| -------------------------------- | --------------------------- |
| Pracownia Edukacji Biologicznej  | dr Józef Krawczyk           |
| Pracownia Technik Mikroskopowych | dr Marta Mazurkiewicz-Kania |
| Pracownia Biologii Lasu          | dr hab. Grzegorz Neubauer   |

### Stacje
| Stacja                                   | Kierownik               |
| ---------------------------------------- | ----------------------- |
| Stacja Ornitologiczna w Rudzie Milickiej | mgr Beata Orłowska      |
| Stacja Ekologiczna „Storczyk” w Karpaczu | mgr Ryszard Dolatkowski |

### Pozostałe jednostki
| Jednostka           | Kierownik             |
| ------------------- | --------------------- |
| Ogród Botaniczny    | dr hab. Zygmunt Kącki |
| Muzeum Przyrodnicze | dr hab. Jan Kotusz    |

## Galeria

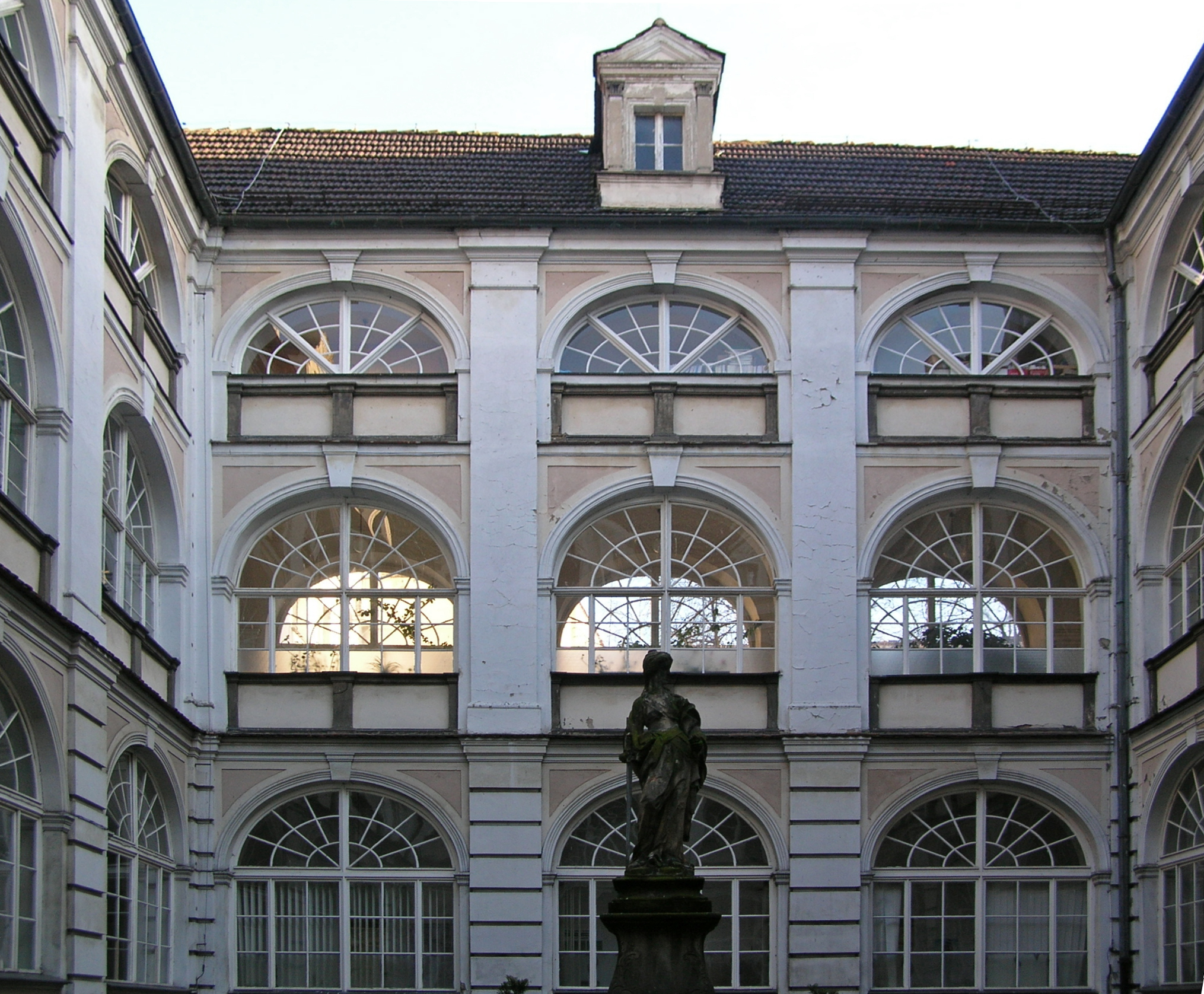
Dziedziniec Collegium Anthropologicum, dawnej siedziby m.in. dziekanatu wydziału i Zakładu Biologii Człowieka
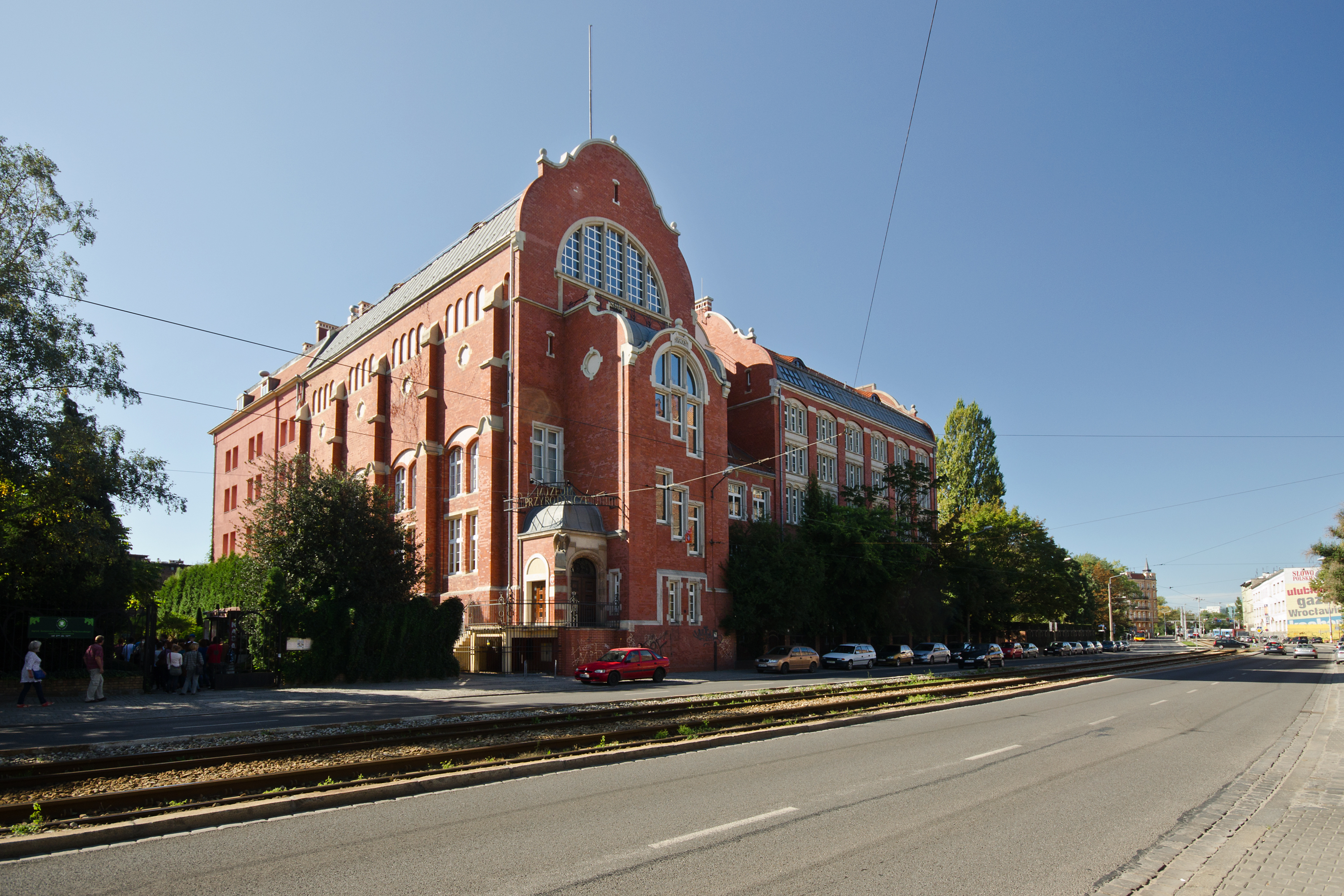
Budynek przy ul. Sienkiewicza 21, siedziba m.in. Muzeum Przyrodniczego UWr
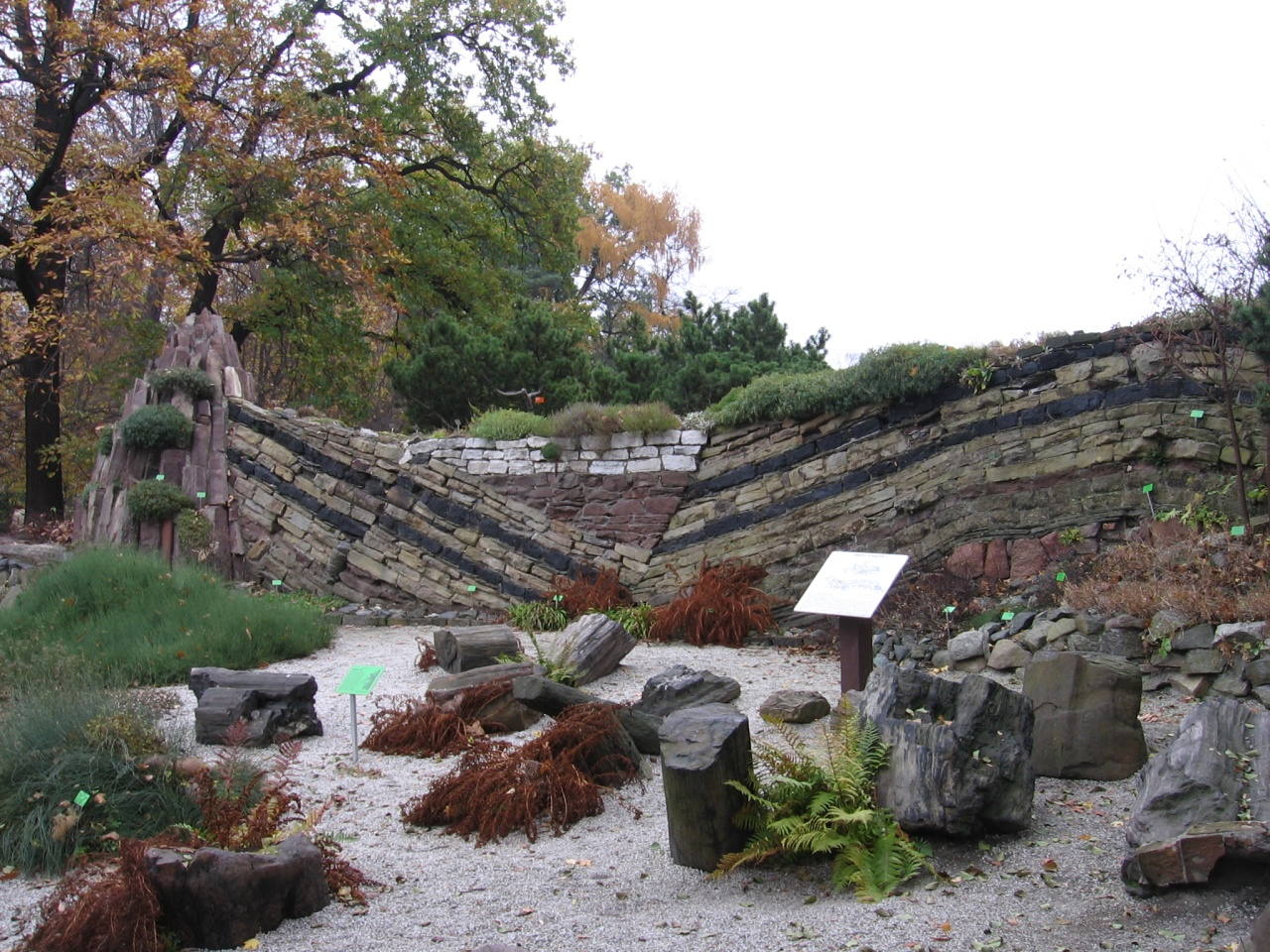
Fragment Ogrodu Botanicznego we Wrocławiu